# Juan Puig
Juan Manuel Puig (Puebla de Zaragoza, 23 de abril de 1989) es un artista marcial mixto mexicano retirado que compitió en la división de peso pluma.

## Carrera de artes marciales mixtas

### Carrera temprana
En 2009, comenzó su carrera en distintas promociones de México, donde sumaría nueve victorias y dos derrotas en once peleas.

### Jungle Fight
Puig llegó a la promoción Jungle Fight al ser programado para enfrentar a Alan Barros el 7 de septiembre de 2013 en Jungle Fight 57. Ganó la pelea por sumisión en el primer asalto.
Puig se enfrentó a Bruno Batista en su segunda pelea el 17 de enero de 2014 en Jungle Fight 64. Al igual que en la anterior pelea, obtuvo la victoria mediante sumisión en el primer asalto.

### Ultimate Fighting Championship
Después de su paso en Jungle Fight, Puig sería fichado por la Ultimate Fighting Championship (UFC), debutando ante Adriano Martins el 6 de julio de 2014 en The Ultimate Fighter 19 Finale. Perdió la pelea por nocaut en el primer asalto tras recibir un corto golpe de derecha en contra.
Puig se enfrentó al recién llegado Choi Doo-ho el 22 de noviembre de 2014 en UFC Fight Night 57. Perdió la pelea por nocaut técnico en cuestión de 18 segundos.
En diciembre de 2014, Puig fue liberado de su contrato con UFC.

## Récord en artes marciales mixtas
| Récord profesional | Récord profesional | Récord profesional |
| 15 peleas          | 11 victorias       | 4 derrotas         |
| ------------------ | ------------------ | ------------------ |
| Nocaut             | 2                  | 2                  |
| Sumisión           | 7                  | 1                  |
| Decisión           | 2                  | 1                  |

| Resultado | Récord | Oponente         | Método                      | Evento                                                | Fecha                    | Ronda | Tiempo | Localización      | Notas |
| --------- | ------ | ---------------- | --------------------------- | ----------------------------------------------------- | ------------------------ | ----- | ------ | ----------------- | ----- |
| Derrota   | 11–4   | Choi Doo-ho      | TKO (golpes)                | UFC Fight Night: Edgar vs. Swanson                    | 22 de noviembre de 2014  | 1     | 0:18   | Austin, Texas     |       |
| Derrota   | 11–3   | Adriano Martins  | KO (golpe)                  | The Ultimate Fighter: Team Edgar vs. Team Penn Finale | 6 de julio de 2014       | 1     | 2:21   | Las Vegas, Nevada |       |
| Victoria  | 11–2   | Bruno Batista    | Sumisión (keylock)          | Jungle Fight 64                                       | 17 de enero de 2014      | 1     | 4:50   | Río de Janeiro    |       |
| Victoria  | 10–2   | Alan Barros      | Sumisión (rear-naked choke) | Jungle Fight 57                                       | 7 de septiembre de 2013  | 1     | 4:25   | Belén             |       |
| Victoria  | 9–2    | Akbarh Arreola   | TKO (golpes)                | Xtreme Kombat 17                                      | 21 de septiembre de 2012 | 1     | 4:46   | Ciudad de México  |       |
| Victoria  | 8–2    | Matzya Osorio    | Decisión (dividida)         | XFL: Finales 2011                                     | 22 de septiembre de 2011 | 5     | 5:00   | Ciudad de México  |       |
| Victoria  | 7–2    | José Castro      | Decisión (unánime)          | XFL: Semifinales 2011                                 | 16 de junio de 2011      | 3     | 5:00   | Ciudad de México  |       |
| Victoria  | 6–2    | Juan Delgado     | Sumisión                    | XFL: Eliminatorias #2 2011                            | 25 de marzo de 2011      | 1     | 2:51   | Ciudad de México  |       |
| Derrota   | 5–2    | Davi Ramos       | Sumisión                    | Cabo Xtreme Combat - Battle at the Beach              | 4 de julio de 2010       | 1     | 0:36   | Cabo San Lucas    |       |
| Victoria  | 5–1    | Mehdi Baghdad    | TKO (golpes)                | Ultimate Combat Challenge                             | 22 de mayo de 2010       | 2     | 3:37   | Ciudad de Panamá  |       |
| Victoria  | 4–1    | Leon Lara        | Sumisión (rear-naked choke) | Britto System Promotions                              | 17 de abril de 2010      | 1     | 0:00   | Chihuahua         |       |
| Victoria  | 3–1    | Jonathan Fuentes | Sumisión (armbar)           | MMA Xtreme 23                                         | 15 de agosto de 2009     | 1     | 1:31   | Cancún            |       |
| Victoria  | 2–1    | Emiliano Herrera | Sumisión (armbar)           | XFS 4                                                 | 27 de abril de 2009      | 1     | 3:35   | Ciudad de México  |       |
| Derrota   | 1–1    | Jorge López      | Decisión (unánime)          | XFS 3                                                 | 26 de marzo de 2009      | 3     | 5:00   | Ciudad de México  |       |
| Victoria  | 1–0    | Raul García      | Sumisión (guillotine choke) | XFS 3                                                 | 26 de marzo de 2009      | 1     | 1:29   | Ciudad de México  |       |